# Palazzo dello Stato Maggiore
Il Palazzo dello Stato Maggiore (in russo Здание Главного штаба?, Zdanie Glavnogo Štaba) è un edificio lungo 580 m, situato nella Piazza del Palazzo di fronte al Palazzo d'Inverno.

## Storia

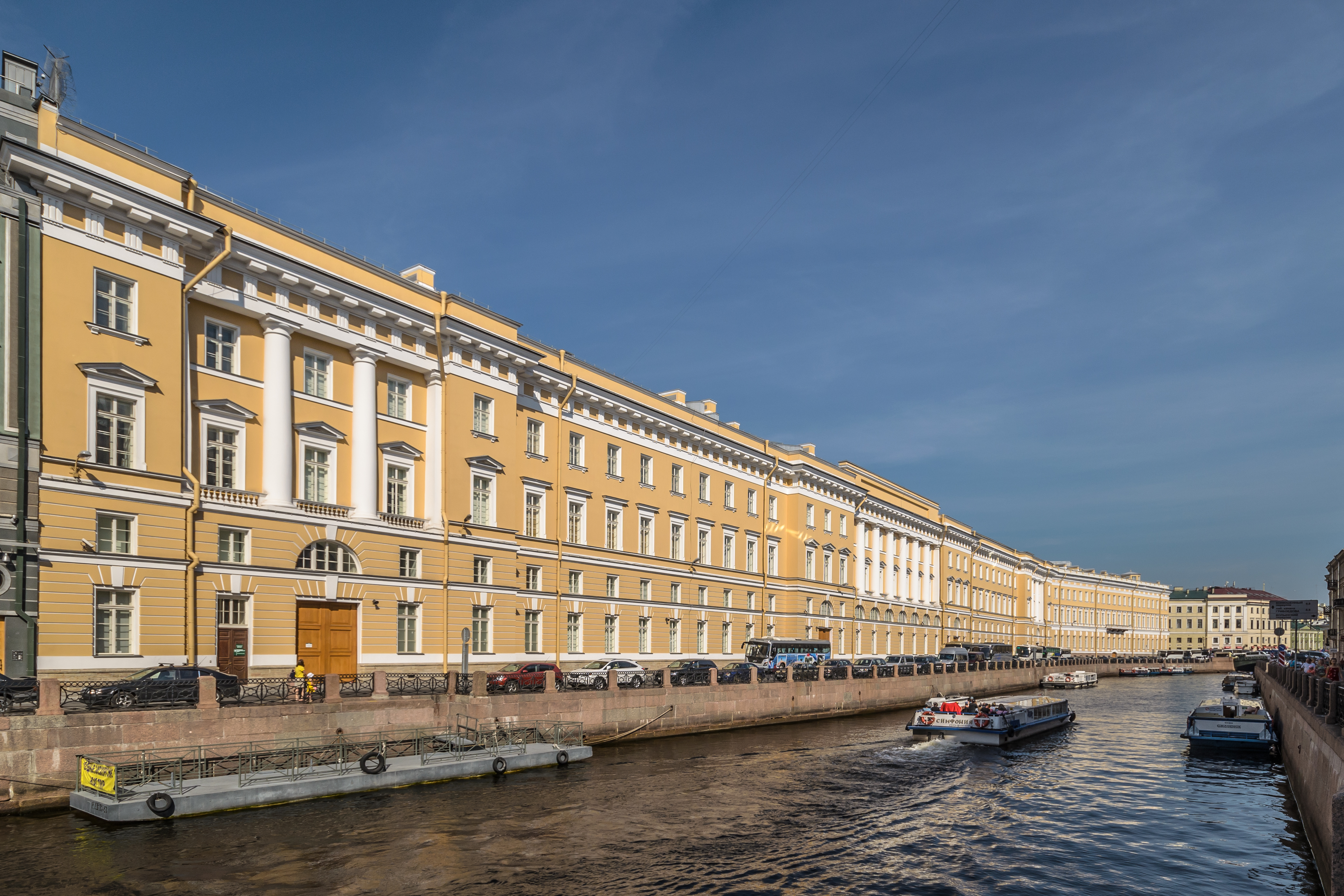
La facciata orientale del Palazzo

L'edificio fu disegnato da Carlo Rossi in stile Impero e costruito fra il 1819 ed il 1829. Esso è costituito da due ali, separate da un arco trionfale tripartito adornato dagli scultori Stepan Pimenov e Vasilij Ivanovič Demut-Malinovskij, commemoranti le vittorie dei russi sul Primo Impero Francese nella Campagna di Russia. L'arco collega la Piazza del Palazzo attraverso ulica Bol'šaja Morskaja alla Prospettiva Nevskij. Fino a quando la capitale non venne trasferita a Mosca nel 1918, il palazzo venne utilizzato come Quartier generale (ala occidentale), ministero degli esteri e ministero delle finanze (ala orientale). L'ala occidentale ospita oggi il quartier generale del "Distretto militare occidentale", mentre l'ala orientale ospita dal 1993 alcune collezioni dell'Ermitage.